# George Crombie
George Edmond Crombie GMG (* 14. Juni 1908; † 8. Dezember 1972) war ein britischer Diplomat.

## Leben
Als britischer Hochkommissar war George Crombie 1965 von der Regierung Wilson in das westafrikanische Gambia entsandt worden, er war nach der Unabhängigkeit Gambias von Großbritannien erster Hochkommissar. Seine Amtszeit in Gambia endete 1968, sein Nachfolger in Gambia wurde J. Granville W. Ramage.

## Familie
George Crombie war der Sohn von James M. P. Crombie.

## Auszeichnungen und Ehrungen
- 1950: Companion des Order of St Michael and St George (CMG)[1]